# باتريك ماكلولين
باتريك ماكلولين (14 يناير 1991 في المملكة المتحدة - ) (بالإنجليزية: Patrick McLaughlin)‏ هو لاعب كرة قدم بريطاني في مركز الوسط. لعب مع غريمسبي تاون ونادي هارتلبول يونايتد ونادي هاروجيت تاون ونادي يورك سيتي ونيوكاسل يونايتد ونادي غيتزهد.

## وصلات خارجية
- باتريك ماكلولين على موقع الاتحاد الأوربي (الإنجليزية)
- باتريك ماكلولين على موقع قاعدة بيانات كرة القدم.إي يو (الإنجليزية)
- باتريك ماكلولين على موقع Soccerbase.com (لاعب) (الإنجليزية)
- باتريك ماكلولين على موقع Soccerway.com (الإنجليزية)